# Lycaenopsis kadazanensis
Lycaenopsis kadazanensis är en fjärilsart som beskrevs av Barlow, Banks och Holloway 1971. Lycaenopsis kadazanensis ingår i släktet Lycaenopsis och familjen juvelvingar. Inga underarter finns listade i Catalogue of Life.